# جزیره ویکتوریا (روسیه)
جزیره ویکتوریا (روسی: Остров Виктория) جزیره کوچکی در شمالگان روسیه است که در مختصات جغرافیایی ۸۰°۹′ شمالی ۳۶°۴۶′ شرقی / ۸۰٫۱۵۰°شمالی ۳۶٫۷۶۷°شرقی و میان مجمع‌الجزایر سوالبار نروژ و سرزمین فرانتس یوزف روسیه قرار دارد.
جزیره ویکتوریا غربی‌ترین جزیره در جزایر شمالگانی روسیه است و بخشی از سرزمین فرانتس یوزف و متعلق به استان آرخانگلسک به‌شمار می‌رود.
بالاترین ارتفاع این جزیره ۱۰۵ متر و مساحت آن ۱۰٫۸ کیلومتر مربع است.